# Битка при Линданисе
Линданиската битка се води между датчани и ести на 15 юни 1219 година близо до днешен Талин. Датчаните са водени от крал Валдемар II и според легендата печелят сражението и превземат крепостта след като датският флаг Данебруг е изпуснат от небето по време на битката. Датска власт е установена в района, наречен Датска Естония със столица Таани Лин (на фински: Tanskan linna tai kaupunki), т.е. Талин.

## Предистория
През 1215 година в източнобалтийския регион е в действие Ливонския кръстоносен поход и германските епископи Алберт фон Буксхьовден и Теодорих от Торейда водят военни действия срещу нехристиянските племена ливи, езели, куронци, ести. През 1218 църковните прелати се обръщат към датския крал Валдемар II и съгласно Хроника на Хенрик Латвийски смирено го канят да изпрати флот срещу естите и срещу техните съюзници русите. Валдемар отговаря на искането положително, а папата му дава право да управлява езичниците и техните земи.

## Ход на военните действия
Кралят на Дания се появява в Талинския залив в началото на лятото на 1219 година придружен от 2000 – 4000 мъже и може би стотици кораби. В по-старите извори също се срещат данни за 30 000 до 40 00 войници и 1500 военни кораба.
Датските войски слизат на брега в западните покрайнини на естественото пристанище и се укрепява на хълма Тоомпеа недалече от столицата на естите Линданисе. В същото време естонците набират сили и в крайна сметка нападат с около 4000 – 5000 души. Както е известно от легендата, в разгара на битката датските кръстоносни войски губят куража, който им е нужен на бойното поле, за да продължат. В този момент червен флаг с бял кръст е пратен от небето в сърцето на битката и това вдъхновява датските воини. Тази история е записана от Арилд Хуйтсфилдин едва през 1600 г., вдъхновен от предишните легенди, които не са свързани с Линданиската битка.

## Резултат
През 1219 г. е основан Талин, макар и в действителност градът да се развива едва през 1230. Валдемар се завръща в Дания и оставя архиепископът на Лунд Андерс Сунесен да контролира и християнизира незаселените територии. 
Дания създава военноморска хегемония, довела до закриване на Любекското пристанище, за да не се допускат нови кръстоносци в източно-балтийския район. Всичко това не е по вкуса на германските кръстоносци. Датско-германските различия са разрешени като естонските земи Вирумаа, Ярвамаа и Ляенемаа са подчинени директно на папата и са групирани в буферната зона между страните.